# Alexeï Barsov
Alexeï Vladimirovitch Barsov (en ouzbek : Aleksey Barsov), né le 3 avril 1966 à Samarcande en Ouzbékistan, est un grand maître du jeu d'échecs de citoyenneté ouzbèke et d'origine ethnique russe.

## Carrière
Barsov, juriste de formation, a embrassé la carrière de joueur d'échecs professionnel dès le début des années 1990 et est l'un des meilleurs joueurs d'Ouzbékistan. Il a été l'entraîneur du champion du monde Rustam Qosimjonov pendant plusieurs années.
Barsov a remporté le tournoi de Vissingen (Flessingue) en 1995, et ceux d'Oxford en 1998 et de York en 1999, avec Tiger Hillarp Persson et Julian Hodgson. Il remporte également le tournoi de Hastings avec Pentala Harikrishna et Krishnan Sasikiran en 2001. Il remporte encore des tournois à Saint-Quentin-en-Yvelines en 2004 et à Casablanca en 2005. En 2006, il est le champion d'Ouzbékistan.
Barsov a représenté l'Ouzbékistan aux Olympiades d'échecs à Istanbul en 2000, à Calvià en 2004, à Turin en 2006 et à Dresde en 2008, remportant une médaille d'or au deuxième échiquier de réserve en 2000.
Barsov joue dans plusieurs clubs européens et a joué dans la Bundesliga.

## Parties remarquables
- Alexei Barsov - Zhong Zhang, Premier 2001, 1-0
- Peter K Wells - Alexei Barsov, Premier 2002, 0-1